# Åsele lappmark

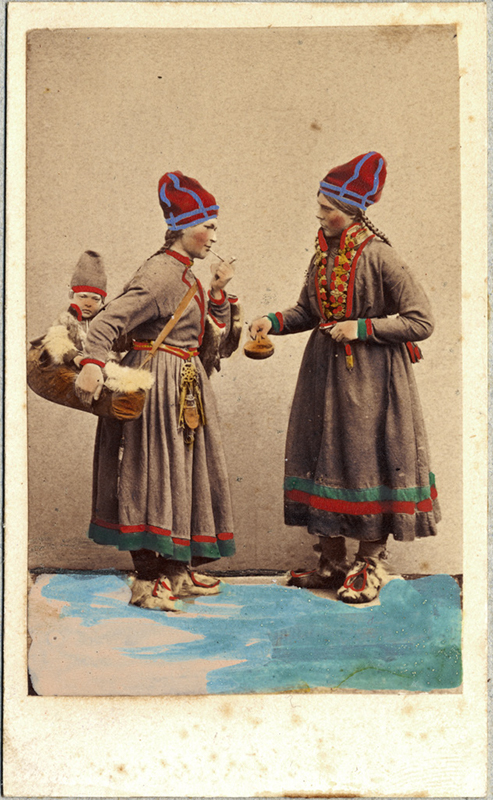
Samiska dräkter från Åsele lappmark.

Åsele lappmark, före omkring 1695 Ångermanna lappmark, är en historisk så kallad lappmark i södra Lappland, Västerbottens län, kring Ångermanälvens vattenområde.
Åsele lappmark omfattar nuvarande Vilhelmina, Åsele och Dorotea kommuner och Tåsjö socken.

## Historia
I 1500-talets fogderäkenskaper användes inte ordet lappmark om detta område, utan man talade i stället om "Lapparne uti Ångermanneland", "Skattelappar, som under Ångermanland liggiandes äro" eller liknande. När lappfogden Karl Unesson 1602 gjorde upp en förteckning över områdets skattebetalande samer talade han om "Ångermanne Lapper", men nämnde inte ordet lappmark. I en fullmakt till Unesson från 1614 talas dock om "Lapperne uthi Angermanne Lapmarck".
Fram till 1606 hörde fjällområdet i nuvarande Vilhelmina och Dorotea kommuner till den historiska lappbyn Laisbyn som var en del av Pite lappmark. Som Ångermannalappar betraktades således bara skogssamerna från Kultsjön och längre ned i landet, ända in i nuvarande Västernorrlands län. Periodvis hade man en egen lappfogde, periodvis erlade man skatt tillsammans med samerna i Ume lappmark. Under 1500-talets sista år infann sig ångermannalapparna i Granö vid Umeälven eller vid kungsgården i Umeå för att handla och betala skatt.
Sedan Lycksele kyrkplats anlagts 1606 fördes Ångermanna lappmark dit i såväl kyrkligt som judiciellt hänseende under några decennier. Lycksele blev då den enda tillåtna marknadsplatsen. Det förhindrade emellertid inte att samerna i Ångermanna lappmark på 1610-talet vintertid begav sig ned till byar i Fjällsjö socken, Ramsele socken och Junsele socken för att sälja skinnvaror utanför kronans kontroll. Det har antagits att detta var en rest av handelsförbindelser som sedan äldre tid rått mellan Ångermanland och lappmarken.
År 1637 skrev ångermannalapparna till landshövding Stellan Otto von Mörner och bad om att få en egen marknadsplats: "...oss måtte som fordom af ålder warit hafuer en liten marcknas platz här i Ångermanfiellen wedh be:te kyrkia platz Gulselet kunde af öfuerheeten nådeligen effterlaten warda". Det skulle alltså ha funnits en traditionell mötesplats vid Gulselet i Ångemanälven, strax norr om Junsele.
År 1648 fick ångermannalapparna också en egen kyrkplats, men inte i Gulselet utan i Åsele. Därmed avskildes området definitivt från Lycksele lappmark. Ångermanna lappmark utökades dessutom med södra delen av den gamla Laisbyn, inklusive samerna i Jämtland. Lappmarken kom därmed att sträcka sig ända upp till riksgränsen mot Norge och fick ett fjällsamiskt inslag. 
Under senare delen av 1600-talet började man alltmer tala om Åsele lappmark. I 1695 års jordebok förekommer rubriken "Åsele lappmark och by".
Åsele lappmarksförsamling förblev länge underordnad Anundsjö socken men avskildes 1700 till eget pastorat.

## Lappmarksgränsens dragning
Under 1500-talet fanns ingen gräns mellan Ångermanland och lappmarken. I Ångermanlands västra del hade den medeltida bygden nått upp till Rörström, Hoting och Junsele vid Ångermanälven, i öster till Nordsjö vid Lögdeälven. Däremellan fanns väldiga skogsområden som i stor utsträckning nyttjades av samer. Sedan särskilda privilegier inrättats för nybyggare i Lappmarken genom det första lappmarksplakatet 1673 blev det viktigt att avgöra var gränsen gick. Det skulle emellertid dröja ända fram till mitten av 1700-talet innan den formella gränsdragningen blev av. Då hade kolonisationen hunnit långt in i Åsele lappmark, samtidigt som det fortfarande fanns lappskatteland en bra bit ned i nuvarande Örnsköldsviks kommun.
Det var på 1760-talet som en råskillnadsdeputation tillsattes för att grundligt utreda frågan om den sydliga lappmarksgränsens sträckning. Resultatet blev ett kungligt beslut 1766, genom vilket dragningen blev ungefär densamma som den nuvarande gränsen mellan Västerbottens och Västernorrlands län. Följden blev emellertid att flera nybyggen som anlagts med lappmarksprivilegier kom att hamna i Ångermanland. De fick behålla sina privilegier och räknades även fortsättningsvis till någon av lappmarksförsamlingarna Dorotea, Åsele, Fredrika eller Örträsk. Vid olika tidpunkter vid 1800-talets mitt flyttades sedan dessa byar över till församlingar nedanför den fastställda lappmarksgränsen.

## Tidiga källor om Ångermanna lappmark
I början av 1600-talet hade kronan mycket vaga kunskaper om lappmarkerna, och skatten uttogs på oklara grunder. År 1602 utfärdade hertig Karl en ny ordning för ”then Skatt Lapperne vthgöre skole”, enligt vilken ett register skulle upprättas över alla som bodde i lappmarkerna. Dessutom skulle man skriva upp hur många sjöar och vattendrag som fanns i varje lappmark och vilka som hittills brukat dem. Ett sådant register upprättades också av lappfogden Karl Unesson för "Wmå och Ångermanne Lapper". Det innehåller namn på alla samer som vid denna tid skattade inom området, hushållens sammansättning, hur många renar var och en hade samt hur många fiskevatten de disponerade. Något motsvarande register upprättades inte för övriga lappmarker, vilket innebär att det finns ett unikt tidigt källmaterial om befolkningen i just Ume och Ångermanna lappmarker.